# Бендер, Морис
Морис Бендер (англ. Morris Bender, при рождении Бендерский; 8 июня 1905, Умань — 23 января 1983, Нью-Йорк) — американский невролог, психиатр и нейрофизиолог.

## Биография
Родился в Умани в семье Бориса Нахмановича Бендерского (Бендера, 1882—1972) и Анны Немировской (в девичестве Футеранской, ?—1931), родом из Тульчина. В 1914 году эмигрировал с родителями в США, где окончил Пенсильванский университет (1927). С 1942 года — заведующий лабораторией экспериментальной неврологии, а с 1946 года — доцент, затем заведующий отделением неврологии больницы «Маунт Синай» в Нью-Йорке, а также неврологической клиникой Нью-Йоркского университета. В 1951—1960 годах — заведующий отделением неврологии нью-йоркских больниц «Беллевью» (Bellevue) и «Маунт Сайнай» (Mount Sinai). Одновременно в эти годы был консультантом в North Shore University Hospital и Long Island Jewish Hospital. С 1968 по 1973 год заведовал кафедрой неврологии в медицинской школе Маунт Синай (Mount Sinai School of Medicine). Был президентом Американской неврологической ассоциации (American Neurological Association).
Основные научные труды в области нейроофтальмологии и патофизиологии расстройств восприятия. Автор монографий «Disseminated toxic degenerative encephalopathy» (1936), «Factors in functional recovery following section of the oculomotor nerve in monkeys» (1939), «Disorders in perception» (With particular reference to the phenomena of extinction and displacement, 1952), «Visual Field Defects after Penetrating Missile Wounds of the Brain» (1960), «The oculomotor system» (1964), «Approach to Diagnosis in Modern Neurology» (1967), «Selected Papers Morris Bender» (1983).